# Anne Liburd
Anne Liburd MBE (Ann Liburd, geb. Anne Eliza Martin, * 12. Dezember 1920, Antigua; † 13. September 2007, Basseterre, St. Kitts) war eine Frauenrechtsaktivistin und Gemeinschaftsorganisatorin (community organizer) in St. Kitts und Nevis. Sie war Präsidentin des National Council of Women in St. Kitts und war die erste und dann dreimalige Präsidentin der Caribbean Women’s Association. Sie leitete verschiedene Programme zur Ausbildung von unternehmerischen Fähigkeiten bei Frauen und fungierte als erste Präsidentin der Federation of Labour Women, einer politischen Organisation der St Kitts and Nevis Labour Party, welche Frauen dabei helfen soll Führungs- und Kommunikationsfähigkeiten zu erwerben.

## Leben
Anne Eliza Martin wurde am 12. Dezember 1920 in Antigua geboren. Ihre Eltern waren Alice Maude (née Cornelius) und Jacob Martin. Ihre Mutter, eine überzeugte Befürworterin von Bildung, war Wäscherin und ihr Vater arbeitete in der Landwirtschaft. Sie waren verwandt mit der Familie Bird (unter anderem dem Premierminister Vere Cornwall Bird). Martin erhielt ihre Schulbildung in Antigua und nach der Highschool machte sie die Senior Cambridge Examination und durfte damit unterrichten. Im Alter von 17 gebar Martin ihren ersten Sohn, Clarence Fitzroy Bryant, der später als Minister of Education und Attorney General von St. Kitts diente. Nach Fitzroy wurden die Söhne Ronan und Tyrone geboren.

### Karriere
Martin fand Arbeit in einer Druckerei und während der Kriegsjahre traf sie den Reservisten Clement Liburd aus Nevis, den sie 1944 heiratete. Zwei Jahre nach ihrer Heirat zog die Familie, mit dem vierten Sohn Karl, nach St. Kitts. Anne begann an der Trinity School zu unterrichten, und fuhr ihr Fahrrad jeden Tag von ihrem Heim in Basseterre zur Schule in Trinity Palmetto Point. Während dieser Zeit gebar sie zwei weitere Kinder, den Sohn Clement Juni Liburd, Jr., der später Director of Broadcasting für den St. Kitts Nevis Information Service wurde, und eine Tochter, Marcella, die später Minister of Health, Social Services, Community Development, Culture and Gender Affairs wurde.
Liburd schloss sich der Arbeiterbewegung an und bot Training für arme Frauen an, um sowohl Erziehungskompetenzen, als auch Berufsausbildung anzubieten, und sie zur Gründung und Führung eigener Betriebe anzuleiten. Nach einigen Jahren des Unterrichtens arbeitete sie in der öffentlichen Verwaltung und der Finanzverwaltung. In den 1960ern und 1970ern arbeitete sie an der Entwicklung von Erziehungsprogrammen um für alle Kinder Möglichkeiten zu schaffen, eine Ausbildung zu erhalten. Liburd war die erste Präsidentin der Caribbean Women’s Association (CARIWA), einer Dachorganisation, welche 1970 gegründet wurde, um gemeinschaftlich Frauen zu mobilisieren und in Frauenorganisationen in der Region zu organisieren. Sie wurde drei Mal wieder gewählt. Während derselben Zeit diente sie als Präsidentin des National Council of Women in St. Kitts und während ihrer Amtszeit führte sie das „Learn to Earn“-Programm ein, welches in der ganzen Karibik und Kanada großen Zuspruch erhielt. Das Programm vermittelte unternehmerische Fähigkeiten, um Frauen die Möglichkeit zu wirtschaftlicher Unabhängigkeit zu geben.
1974 gründete die St Kitts and Nevis Labour Party die Federation of Labour Women und Liburd wurde die erste Präsidentin. Im folgenden Jahr gründete sie den Toast Mistress Club of St. Kitts and Nevis um Frauen effektive Kommunikationsfähigkeiten zu vermitteln. In den 1970ern repräsentierte Liburd die Labour Women bei zahlreichen internationalen Konferenzen, die von den Vereinten Nationen gesponsert wurden. Sie besuchte die Eröffnungskonferenz zur Decade for Women in Mexiko-Stadt, die Mittelzeit-Konferenz 1985 in Kopenhagen und ebenso die Konferenz 1990 in Nairobi. Sie führte eine Tafel am Masses House mit Informationen zu aktuellen Ereignissen in einer Zeit, in der es noch kaum Radio-Übertragungen gab. Die Tafel wurde oft zerstört und gestohlen, aber kam immer zurück, so dass Liburd ihr Recht auf freie Rede wieder ausüben konnte.
Zwischen 1982 und 1985 beteiligte sich Liburd an der Verankerung des interdisziplinären Projektes des Trade Union Education Institute und der University of the West Indies (UWI) zur Ausbildung von Leitungskompetenzen und zur Lehre der Geschichte von Beiträgen von Frauen zur Gesellschaft als Bürgerinnen, Aktivistinnen, Arbeiterinnen und Anführerinnen. Von 1985 bis 1986 diente sie als eine der Vordenkerinnen während der Konferenzen der Caribbean Women for Democracy in den Bahamas, Dominica und Jamaika. Liburd war geschäftsführendes Mitglied der St. Kitts and Nevis Trade and Labour Union und reiste zu zahlreichen Schulungen als Delegierte ins Ausland. 1996 erhielt sie für ihre gemeinnützige Arbeit die Auszeichnung des Order of the British Empire.
Nach ihrem Ausscheiden aus dem öffentlichen Dienst, nutzte Liburd ihren Bonus um einen Laden zu eröffnen, wo sie Kleidung, Toilettenartikel, Ginger Beer und Mauby verkaufte, sowie ihre eigenen Backwaren. Sie nutzte den Laden um lokale Produkte zu verkaufen und Einkommen für die Frauen ihrer Community zu generieren. 2004 wurde Liburd als „Woman of Great Esteem“ ausgezeichnet von der Organisation Woman of Great Esteem aus New York.

## Tod und Vermächtnis
Liburd starb am 13. September 2007 in Basseterre, St. Kitts und wurde auf dem Springfield Cemetery in Basseterre am 25. September 2007 beigesetzt. Die Nachricht von ihrem Tod veranlasste Dozenten der University of the West Indies eine Vorlesungsreihe unter dem Titel Forever Indebted to Women zu veranstalten um die Beiträge von Frauen der Karibischen Gewerkschaften zur Geschichte ihrer Länder hervorzuheben. Die erste Vorlesung Annstory begann in St. Kitts und wurde in zwölf Ländern in der Region gehalten. Die Tour begann Ende 2007. 2011 wurde Liburd in einer Ausstellung geehrt, welche von verschiedenen Departments der Regierung von St. Kitts und Nevis gestaltet wurde um die Leistungen von prominenten Frauen zu würdigen.